# Okinawa Shorin-ryu Shidokan

## Origem do nome Shidokan
Em relação a origem da SHIDOKAN, Mestre Katsuya Miyahira disse o seguinte:"Eu nomeei o meu dojô como SHIDOKAN através dos ensinamentos descritos no Verso 6, Livro VII do Analects, uma crônica de dizeres e feitos de Confúcio e seus seguidores."
O mestre disse,: “Eu preparo meu coração no Caminho, me baseio na virtude, me apoio na benevolência para servir e tenho meu lazer nas Artes.”.
A meta principal da SHIDO é o aperfeiçoamento do caráter, o qual pode ser alcançado através da prática do Karate baseado na Virtude e na Fraternidade Humana.
SHIDOKAN é o lugar para exercer o Caminho e alcançar a meta principal.
- Shi  refere-se a Confúcio
- toku significa o poder de comandar o Amor e o Respeito em harmonia com as Leis da Humanidade
- Jin indica a Fraternidade Humana

## Shidokan no mundo
"Hoje a Shidokan se espalha por onze países além do Japão sendo, em cada um deles, chefiada por um Kodansha:
- Alemanha: Desde 1991 a escola é comandada no país por Joachim Laupp, Hanshi de 9º Dan.
- Argentina: Desde 1959 Shoei Miyazato[2] estabeleceu a Shidokan na Argentina, mas hoje a entidade é chefiada por Jorge Garzón,[3] Renshi de 6º Dan.
- Austrália: Estabelecida em 1979 no país, a escola é hoje comandada por Abet Presincula, Kyoshi de 8º Dan.
- Brasil: Em 1990 Kazunori Yonamine foi autorizado por Miyahira a comandar a Shidokan no Brasil. Ele é hoje um Hanshi de 9º Dan.[4]
- Canadá: Desde 1996 a Shidokan dos EUA se estabeleceu também no Canadá, onde é comandada por Roy Paul, um Renshi de 5º Dan.
- Estados Unidos: Em 1967, o mais talentoso aluno de Miyahira, Seikichi Iha foi aos EUA ensinar Karate no Clube Okinawano dos EUA. Em 1968, juntamente com outros dois Kyoshis de 7º Dan, ele abriu seu primeiro Dojo e, logo após a morte de Chibana, separou-se dos outros dois e formou seu Dojo próprio. Desde 1975, a sede da Shidokan dos EUA está em Lansing, no Estado de Michigan, onde ainda é presidida por Iha, hoje um Hanshi de 10º Dan. A Shidokan dos EUA adota o nome de Beikoku Shidokan[5] e funciona de forma amplamente independente da Shidokan de Okinawa, tendo se expandido por diversos países.
- Filipinas: Em 1963, antes mesmo da morte de Chibana, Miyahira enviou Seikichi Iha até as Filipinas, onde ele treinou Latino Gonzales, que é hoje o comandante da Shidokan nas Filipinas.
- França: Estabelecida no país desde 1993, a escola é chefiada por Dick Kevork, Kyoshi de 7º Dan.
- Guam: Em 1969, Seikichi Iha e seu aluno Seigi Shiroma viajaram dos EUA para Guam a fim de estabelecer uma braço da Shidokan naquele país. Shiroma ficou por lá e até hoje é o líder da Shidokan em Guam, sendo hoje um Hanshi de 9º Dan.
- Israel: Também como parte da expansão da Shidokan dos EUA, a Shidokan de Israel é chefiada por Amit Michaeli, Shihan de 4º Dan.
- Rússia: Paul Snader, Renshi de 6º Dan e aluno de Seikichi Iha tem um aluno, Dmitry Uritsky, Sensei de 2º Dan, que comanda a Shidokan russa, também uma expansão da escola nos EUA.

Em Okinawa, a escola é a maior representante do estilo, tendo 25 dojos. e sendo um dos mais importantes baluartes do Karate tradicional.

## Shidokan no Brasil
A história da Shidokan do Brasil confunde-se com a trajetória de seu fundador no lugar que ele escolheu para viver. Não há como falar da vida do Sensei Kazunori Yonamine em terras brasileiras sem mencionar o seu amor ao Karate-do, afinal ele começou a treinar justamente por aqui.
A Shidokan do Brasil nasceu em agosto de 1990, quando o Sensei Kazunori trouxe do Japão sua filiação junto ao Grão-Mestre Katsuya Miyahira, presidente do Okinawa Karate-do Shorin-ryu Shidokan, sendo assim autorizado a representar esta escola por aqui. Inicialmente, o grupo foi criado com os Senseis Osmar Vieira, Mauri Pimentel, Ricardo Higa, Ney Mauricio Chaves Farias, Carlos Magno Duarte Baptista, Nilson Marcos Chaves Farias e Luis Fernado Antunes.
A partir daí, outros professores e academias se integraram à escola, que acabou escolhendo o município de São Vicente como seu lar, coincidência ou não, é considerada cidade-irmã de Naha (Okinawa). No correr dos anos, a Shidokan do Brasil expandiu-se para Piracicaba, São Paulo (Capital), Itajubá (Minas Gerais) e Córdoba (Argentina), sempre promovendo atividades nas áreas esportivas, cultural, social e desporto de alto rendimento.
Pode-se dizer que o primeiro grande momento da Shidokan no brasil ocorreu em 1994, com a realização do evento internacional Katana de Ouro, torneio que teve a participação de atletas internacionais em São Vicente. Dois anos depois, a escola promoveu um seminário sobre Karate-do com a participação do Sensei Yasunori Yonamine, faixa preta 9° dan do estilo Goju-ryu e importantes profissionais de uma renomada universidade da região.
Ao longo dos anos, a Shidokan do Brasil também realizou viagens internacionais, com o objetivo de promover o intercâmbio e o aprimoramento entre seus atletas e membros. Nos anos de 1995, 1997 e 2002, delegações visitaram Okinawa e treinaram com o Sensei Miyahira e outros mestres de destaque, além de terem participado de seminários e torneios internacionais. Em 1996 e 2001, o sensei Seikichi lha foi visitado pela Shidokan do Brasil nos Estados Unidos. Já a Argentina recebeu delegações brasileiras em 1994, 2003 e 2004, sempre com maravilhosa acolhida dos Senseis Miyazato e Daniel Alberto Diaz.
Mas, como ocorre em todos os setores da vida, a shidokan também atravessou momentos de tristeza e perda. Talvez, a maior deles tenha acontecido em 2002, com a prematura morte do Sensei Mauri Pimentel. Ele, que sempre esteve presente em todos os grandes momentos da escola, sempre foi um exemplo e até hoje deixa saudade entre seus colegas, alunos e amigos.
Representando no Brasil o Karate do Sensei Miyahira, a Shidokan do Brasil sempre se preocupou com a difusão e sedimentação dos fundamentos da modalidade no País, por isso, a comemoração também tem como estratégia continuar desenvolvendo a arte marcial de forma positiva para alunos e comunidades envolvidas.

O Texto Acima é um Fragmento da Matéria "História da Shidokan do Brasil" publicada na Revista comemorativa de 15 Anos da Shidokan do Brasil. 